# Hra na honěnou
Hra na honěnou (anglicky „Runaround“) je vědeckofantastická povídka spisovatele Isaaca Asimova. Autor ji napsal v říjnu 1941 a poprvé vyšla v březnu 1942 v časopise Astounding Science Fiction. Byla následně zařazena do sbírek  I, Robot (1950), The Complete Robot (1982) a Robot Visions (1990). Česky vyšla ve sbírkách Já, robot a Robohistorie I.
Děj povídky je situován do roku 2015, na planetu Merkur jsou vysláni technici firmy Americká korporace robotů a mechanických lidí (AKRaML, v anglickém originále US Robots and Mechanical Men) Gregory Powell a Michael Donovan, aby zjistili, zda bude možné po 10 letech znovu otevřít důlní stanici na slunečné straně. Donovan vyšle jediného moderního robota RCHK-13 (pojmenovaného Rychlík) na povrch pro selen, jenž je potřeba do slunečních baterií. Robot se však dlouho nevrací a technici zjistí, že neustále krouží kolem selenového jezírka. Navíc se zdá být poškozen. Technici musí vymyslet způsob, jak jej co nejrychleji přivést zpět k normálnímu provozu, protože bez zdroje energie jim hrozí na rozpáleném Merkuru smrt.
V této povídce Isaac Asimov poprvé popsal tři zákony robotiky. Autor se v některých svých dílech zmiňuje, že zde poprvé použil termín „robotika“ , ale podle slovníku Oxford English Dictionary se tento termín objevil poprvé v Asimovově povídce „Lhář!“, která vyšla v květnu 1941 (tedy dříve než „Hra na honěnou“).

## Postavy
- Gregory Powell
- Michael Donovan
- robot RCHK-13 „Rychlík“

## Děj
V roce 2015 jsou Greg Powell, Mike Donovan a robot RCHK-13 pojmenovaný „Rychlík“ (v anglickém originále SPD-13 „Speedy“) vysláni na planetu Merkur, aby zde zjistili, zda bude možné po deseti letech opět zprovoznit důlní stanici. Na stanici se z té doby nacházejí archaičtí a pomalí roboti, jsou však plně funkční.
Protože pracovníkům dochází zásoby selenu, jehož je potřeba do slunečních baterií zajišťujících dodávky energie na stanici, pošle Donovan Rychlíka k 17 mil vzdálenému selenovému jezírku. Rychlík je skutečně velmi pohyblivým moderním robotem zkonstruovaným tak, aby vydržel vysoké teploty. Když se robot nevrací ani po 5 hodinách, vzkřísí oba technici starší roboty na stanici a podzemní chodbou se vypraví k jezírku. Chodba ústí nedaleko jezírka, ale pro člověka je to i tak dost, Powell s Donovanem vydrží ve skafandrech v pekelné výhni sotva 20 minut.
Na místě objeví kulhajícího Rychlíka, který stále krouží kolem jezírka. Když se k němu přiblíží, aby mu udělili rozkaz, robot reaguje zmateně a pobíhá dál. Greg Powell si uvědomí, že jezírko obsahuje pro robota nebezpečí - sopečnou činnost uvolňující plyny SO2, CO2 a CO, kterému se snaží vyhnout. CO totiž reaguje se železem (Fe) a vytváří těkavý FeC5O5. Rychlík je chycen v pasti mezi druhým a třetím zákonem robotiky, neboť druhý zákon mu velí uposlechnout rozkaz člověka (přinést selen) a třetí zase chránit sám sebe (nepřibližovat se k jezírku, odkud hrozí nebezpečí). Jeho pozitronický mozek je ve stavu ambivalence a nepřijímá další rozkazy.
Pokusy přimět ho k návratu posílením třetího zákona (zvýšením nebezpečí, když metají za jeho záda C2H2O4) selžou, Rychlík se pouze vychýlí ze své dráhy a najde si novou rovnováhu.
Protože zásoba selenu se začíná povážlivě tenčit (na dodávkách energie závisí jejich přežití, v případě výpadku jim hrozí smrt uškvařením), Powell se rozhodne pro riskantní akci. Druhému i třetímu zákonu je nadřazen zákon první, kdy robot musí i za cenu vlastní existence zachránit lidskou bytost. Vydá se se starým pomalým robotem k Rychlíkovi a dostane se tak daleko, že už se nestihne vrátit, aniž by se neupekl. Rychlík toto nové nebezpečí zaregistruje a okamžitě dopraví Powella do úkrytu.
Donovan jej vyšle pro selen podruhé a dá mu jasný příkaz, který robot splní. Oba technici se těší, až opustí výheň Merkuru a budou přeloženi na mrazivou kosmickou stanici.

### Související článek
- Merkur - Slunci nejbližší planeta